# Élisabeth de Slavonie
Élisabeth de Slavonie (née en 1352 – morte avant 1380), est une princesse de la Maison capétienne d'Anjou-Sicile, qui fut l'héritière présomptive du royaume de Hongrie de 1360 à 1370.

## Biographie
Élisabeth est la seule fille d'Étienne de Slavonie, le fils cadet du roi Charles Robert de Hongrie. Sa mère est Marguerite de Bavière (en), et son frère est Jean d'Anjou (1354-1360). Élisabeth est considérée comme l'héritière présomptive du trône de Hongrie après la mort de son frère car leur oncle Louis Ier est alors toujours sans enfant. Charles IV du Saint-Empire la demande en mariage pour son fils aîné, Venceslas. Toutefois les négociations pour le mariage s'arrêtent en 1370, lors de la naissance d'une première fille nommée Catherine de Hongrie issue de l'union de son oncle avec Élisabeth de Bosnie. Catherine a deux autres sœurs, Marie de Hongrie et Hedwige de Pologne, ce qui exclut définitivement Élisabeth de la lignée héritière de la couronne de Hongrie.
En octobre 1370, Elisabeth épouse Philippe II de Tarente, un veuf âgé de 41 ans prétendant à l'Empire latin de Constantinople. Philippe avait survécu à ses enfants nés de son précédent mariage et était en mal d'héritier. Comme douaire, Elisabeth reçoit Corfou comme fief personnel. Le seul fils issu de leur union nommé lui-aussi Philippe, naît en 1371 et meurt la même année. Élisabeth devient veuve le 25 novembre 1374. Il semble qu'elle soit morte avant la fin de la décennie 1370.